# Gisela Ecker
Gisela Ecker (* 1946) ist eine deutsche Literaturwissenschaftlerin und emeritierte Hochschullehrerin.

## Werdegang
Nach einer dreijährigen Tätigkeit an der Ludwig-Maximilians-Universität München wurde Gisela Ecker 1978 im Fach Germanistik promoviert. Die Habilitation folgte 1992 in den Fächern Anglistik und Amerikanistik an der Johann Wolfgang Goethe-Universität in Frankfurt am Main.
Ecker war an verschiedenen Universitäten im In- und Ausland als Hochschullehrerin tätig. Darunter an der Universität zu Köln, der University of Sussex, den Universitäten 
Frankfurt/M.,
Zürich, University of Cincinnati,  University of California, Berkeley, Emory University und an der Columbia University. Sie ist Fellow am Kulturwissenschaftlichen Institut des Landes NRW in Essen. 
Seit 1993 ist sie Professorin für Allgemeine und Vergleichende Literaturwissenschaft an der Universität Paderborn.

## Forschungsinteresse
Forschungsgebiete sind Literatur und Kultur der Renaissance und des 19. und 20. Jahrhunderts, Reiseliteratur und Interkulturalität, Cultural Studies, Gender Studies, Dingrepräsentationen und materielle Kultur sowie  Automatismen.